# 山口通惠
山口 通惠（やまぐち みちえ、1950年6月3日 - 2008年9月10日）は、日本の工芸作家。京都造形芸術大学美術工芸学科教授。京都国際工芸センター会員。民族藝術学会所属。

## 人物
1950年京都府京都市生まれ。
1971年、成安女子短期大学意匠科卒業後、同大助手・講師を経て、1989年に助教授。
1990年には立命館大学文学部を卒業。
2002年に京都造形芸術大学美術工芸学科教授に就任した。
研究者としての活動のほか、陶芸家・アーティストとして個展やグループ展に作品を出展するなど活躍中。また、各地で開かれるオープン講座講師なども務めていた。
2008年9月10日、肺癌のため死去。58歳没。